# System opieki zdrowotnej we Włoszech

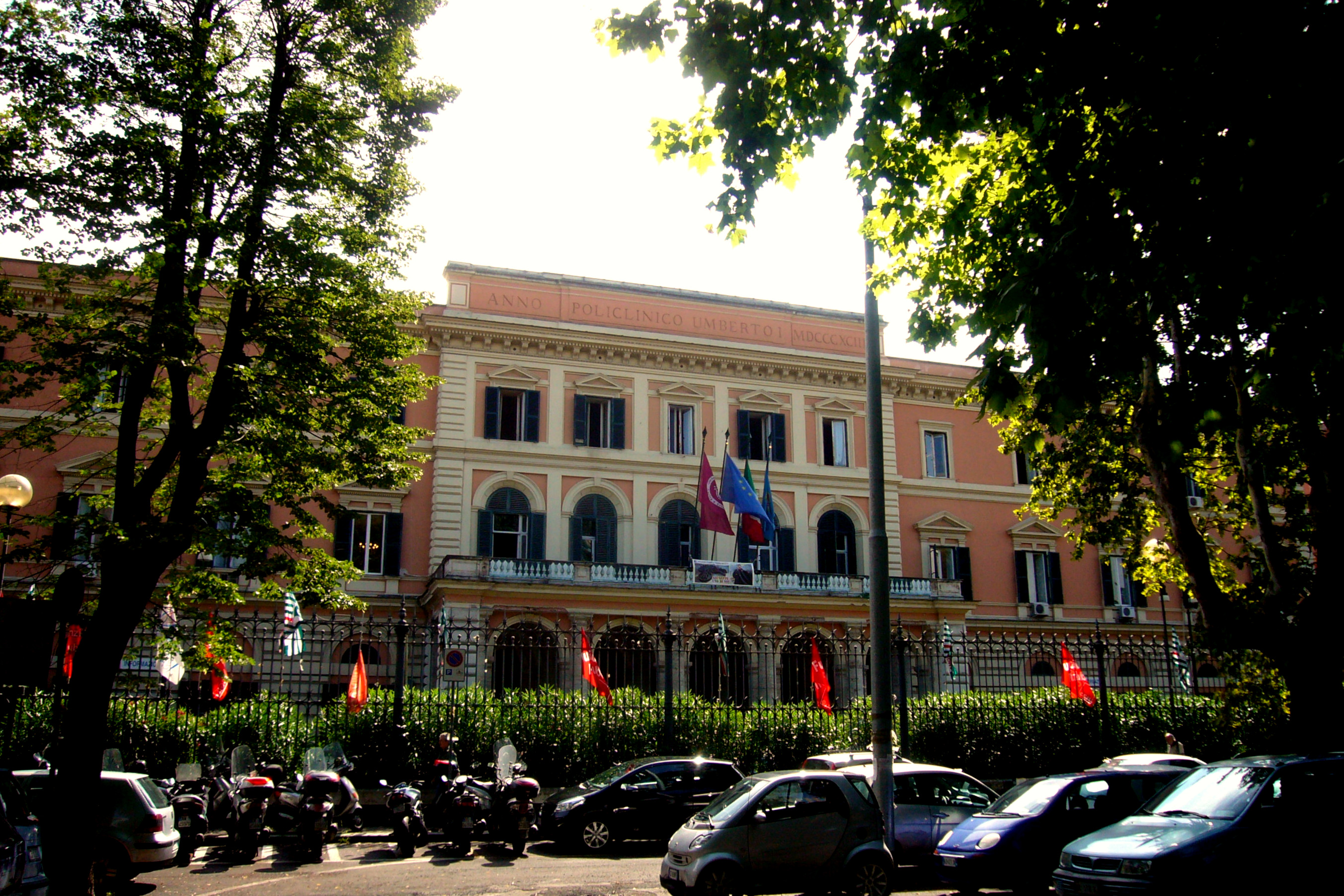
Policlinico Umberto I w Rzymie

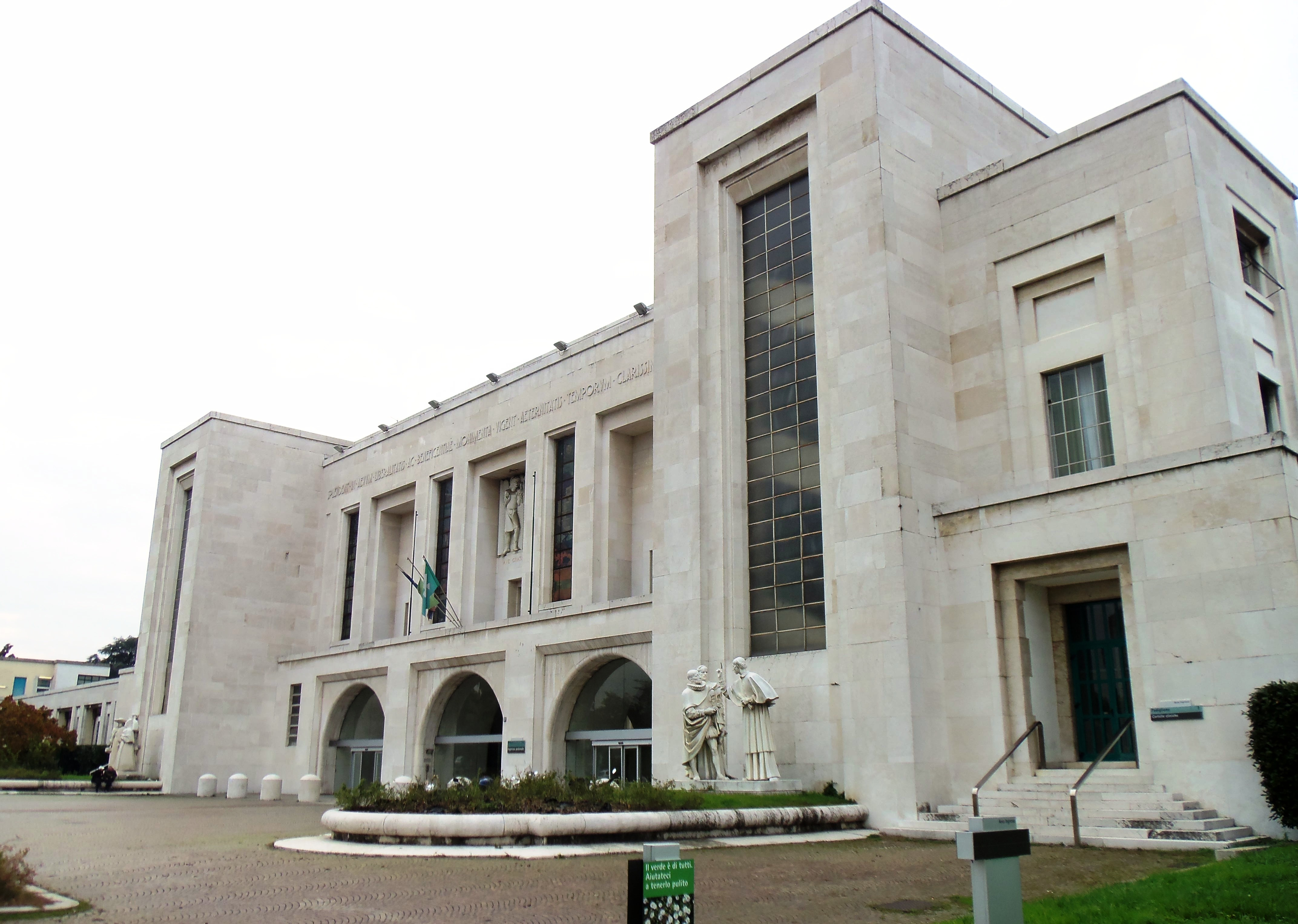
Ospedale Niguarda Ca' Granda w Mediolanie

System opieki zdrowotnej we Włoszech – zespół instytucji publicznych i prywatnych, którego celem jest zapewnienie opieki zdrowotnej ludności włoskiej. Powstał 23 grudnia 1978 roku, kończąc trzydziestoletni proces realizacji zapisów konstytucyjnych z 1948 roku, które gwarantują obywatelom prawo do ochrony zdrowia. System finansowany jest z podatków, co zapewnia powszechny dostęp do usług medycznych niezależnie od sytuacji materialnej pacjentów.
System funkcjonuje w oparciu o regionalne jednostki opieki zdrowotnej (ASL), które organizują i koordynują usługi zdrowotne na poziomie lokalnym. W ramach SSN pacjenci mają prawo wyboru lekarza rodzinnego oraz dostępu do szerokiej gamy usług, w tym wizyt u specjalistów, hospitalizacji oraz badań diagnostycznych.
Oczekiwana długość życia we Włoszech jest czwarta najwyższa wśród krajów OECD (83,4 lata w 2018 roku) i ósma najwyższa na świecie według WHO (82,8 lata w 2018 roku). Wydatki na opiekę zdrowotną Włoch stanowiły 9,7% PKB w 2020 roku.

## Historia
Publiczna służba zdrowia we Włoszech (Servizio Sanitario Nazionale, SSN) została powołana 23 grudnia 1978 roku, co zakończyło trwający 30 lat proces realizacji zapisów konstytucji z 1948 roku, gwarantujących obywatelom prawo do ochrony zdrowia. SSN, finansowany z podatków, zapewnia dostęp do opieki zdrowotnej wszystkim obywatelom Włoch. Wcześniej, opieka była realizowana przez liczne kasy chorych, obejmujące coraz większą część populacji (35% w 1943 r., 93% w 1974 r.).
W 1958 roku utworzono Ministerstwo Zdrowia, a w 1968 roku przeprowadzono reformę szpitalnictwa, konsolidując różne instytucje w jeden publiczny system. W ramach SSN opiekę podstawową świadczy 50 tys. lekarzy rodzinnych, którzy współpracują z lokalnymi jednostkami opieki zdrowotnej (ASL). Pacjenci wybierają lekarza rodzinnego z listy dostępnych medyków w ich rejonie.
Od 2002 roku wydatki na służbę zdrowia wyniosły 77 miliardów euro, a włoski system opieki zdrowotnej oceniany jest jako jeden z najlepszych w Europie, choć Włosi narzekają na długi czas oczekiwania na specjalistyczne usługi i opłaty dodatkowe w niektórych regionach. W niektórych regionach wprowadzono dodatkowe opłaty za leki i badania, ale są z nich zwolnione określone grupy, takie jak dzieci, emeryci, bezrobotni oraz pacjenci z przewlekłymi chorobami.

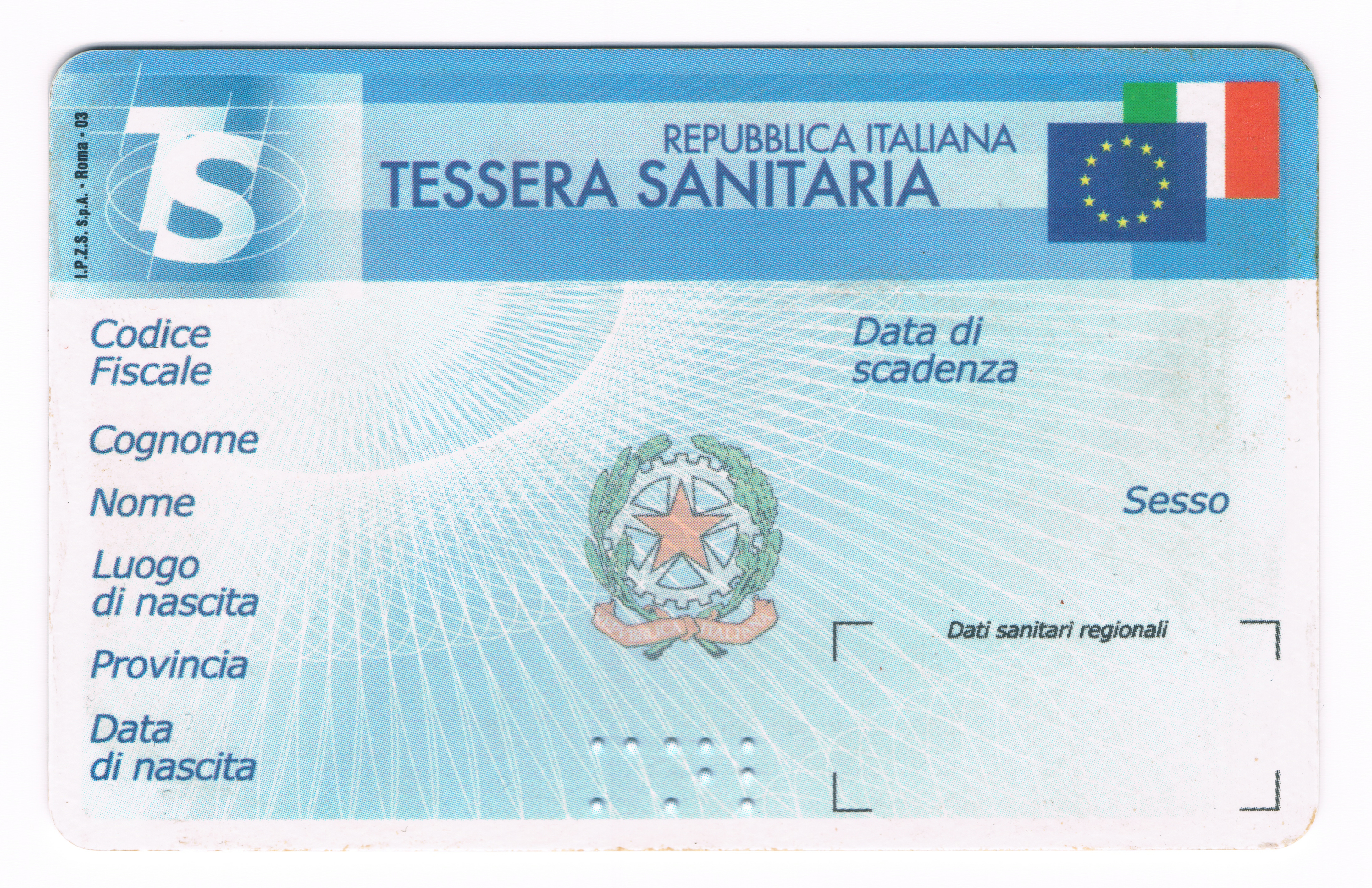
Karta Narodowego Systemu Zdrowia

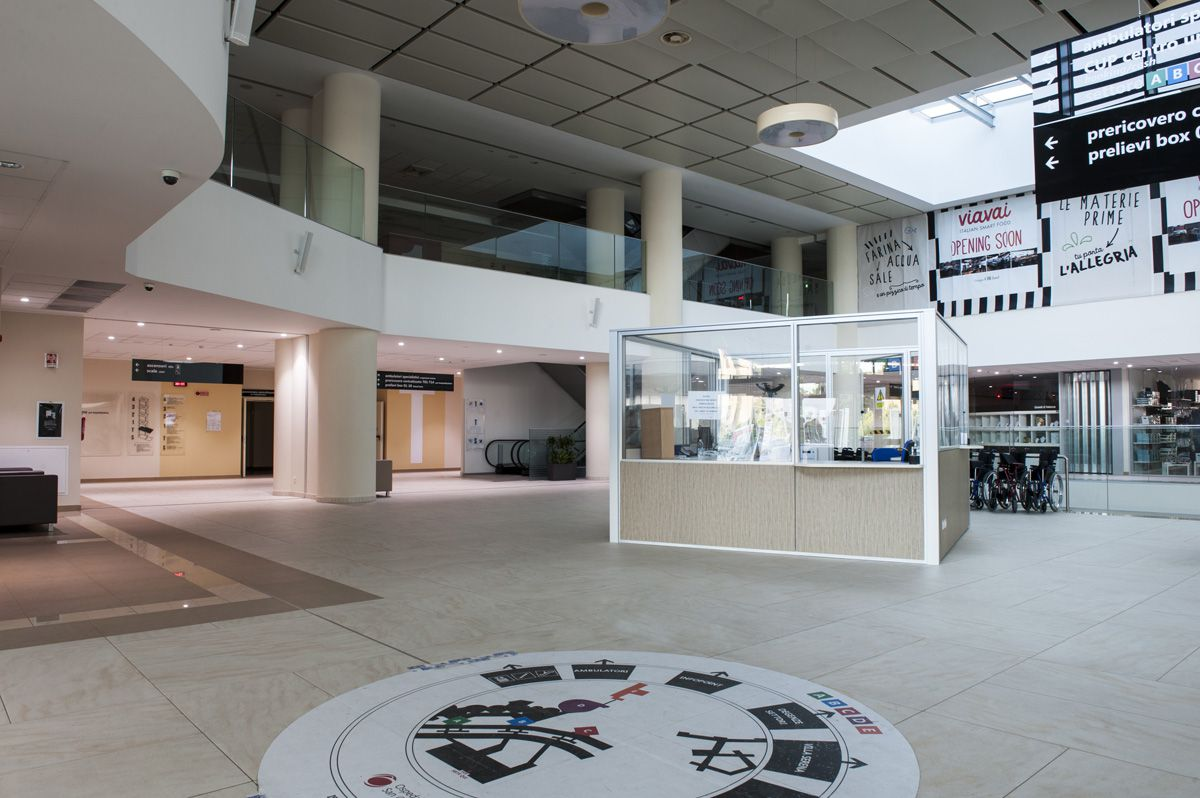
Wnętrze szpitala San Gerardo w Monzie

## Narodowy System Zdrowia
We Włoszech opieka zdrowotna jest dostępna dla wszystkich obywateli i mieszkańców dzięki mieszanemu systemowi publiczno-prywatnym. Publiczną częścią jest Narodowy System Zdrowia (Servizio Sanitario Nazionale, SSN), który działa pod egidą Ministerstwa Zdrowia i jest zarządzany na poziomie regionalnym.
Lekarze rodzinni są w pełni opłacani przez SSN, muszą zapewniać wizyty co najmniej pięć dni w tygodniu i mają limit pacjentów wynoszący 1500. Pacjenci mogą wybierać i zmieniać swojego lekarza rodzinnego, w zależności od dostępności.
Leki na receptę można uzyskać tylko za zaleceniem lekarza. Jeśli są one przepisywane przez lekarza rodzinnego, zazwyczaj są one subsydiowane, co oznacza, że pacjenci płacą jedynie dopłatę, która zależy od rodzaju leku oraz dochodów pacjenta (w wielu regionach leki na receptę są darmowe dla osób o niskich dochodach). Leki dostępne bez recepty są opłacane z własnej kieszeni.
Zarówno leki na receptę, jak i dostępne bez recepty były wcześniej sprzedawane tylko w licencjonowanych aptekach (wł. farmacia), jednak ustawodawstwo z 2006 roku liberalizowało sprzedaż leków bez recepty w supermarketach oraz innych sklepach (wł. parafarmacia). W badaniu przeprowadzonym w 13 rozwiniętych krajach Włochy zajmowały szóstą pozycję pod względem stosowania leków w 14 klasach w 2009 roku oraz piątą w 2013 roku. Badane leki były wybierane na podstawie wysokiej częstości występowania, powszechności i/lub umieralności chorób, które powodowały znaczną długoterminową chorobowość oraz wysokie koszty wydatków, a także istotne postępy w profilaktyce lub leczeniu dokonane w ciągu ostatnich 10 lat. W badaniu zauważono znaczne trudności w porównywaniu użycia leków w różnych krajach.
Wizyty u lekarzy specjalistów oraz badania diagnostyczne są realizowane w publicznych szpitalach lub w prywatnych placówkach, które mają umowy na świadczenie usług w ramach narodowego systemu zdrowia. Jeśli skierowanie na wizytę wystawia lekarz rodzinny, pacjenci ponoszą jedynie dopłatę, która wynosi około 40 dolarów za wizytę bez dodatkowych badań, a usługi są bezpłatne dla osób o niskich dochodach. Czas oczekiwania na wizyty zazwyczaj wynosi do kilku miesięcy w dużych szpitalach publicznych i do kilku tygodni w małych, prywatnych placówkach z kontraktami. W przypadku pilniejszych przypadków lekarz może skrócić czas oczekiwania, przyznając im wyższy priorytet.
We Włoszech lekarze zatrudnieni w publicznej służbie zdrowia mają możliwość prowadzenia praktyki prywatnej. Taka sytuacja generuje wyraźny konflikt interesów w zarządzaniu listami oczekujących w systemie ochrony zdrowia. Praktyka prywatna ogranicza dostępność usług dla osób korzystających z publicznej służby zdrowia, zwłaszcza tych, które nie mogą sobie pozwolić na płacenie za usługi w sektorze prywatnym.
W odpowiedzi na ten problem rząd Meloni, w dniu 4 czerwca 2024 roku, uchwalił dekret, który nakłada na lekarzy publicznej służby zdrowia obowiązek ograniczenia godzin praktyki prywatnej (wł. intra moenia) w porównaniu do ich standardowej pracy w ramach systemu publicznego. Ten krok ma na celu zwiększenie dostępności usług w publicznej ochronie zdrowia oraz zredukowanie wpływu usług prywatnych na dostęp do publicznych usług medycznych.
Obywatele mieszkający we Włoszech często są zmuszeni do korzystania z prywatnych usług medycznych, aby umówić się na wizyty u specjalistów oraz na badania diagnostyczne, nawet jeśli są one pilnie zalecane przez ich lekarzy rodzinnych. Długie listy oczekujących i odległe terminy w publicznych szpitalach sprawiają, że wiele osób decyduje się na prywatne opcje. W czerwcu 2024 roku rząd Meloni wprowadził nową inicjatywę, otwierając kliniki specjalistów oraz placówki, które przeprowadzają badania diagnostyczne w weekendy.
Dodatkowo, rząd stworzył jeden numer telefoniczny na poziomie regionalnym, który gromadzi informacje o dostępności publicznych i prywatnych placówek medycznych akredytowanych przez Narodowy System Zdrowia. Wprowadzono również zasady dotyczące rezygnacji z wizyt: jeśli pacjent nie odwoła umówionej wizyty u specjalisty co najmniej dwa dni wcześniej, zostanie obciążony opłatą za usługi zdrowotne w zmniejszonej formie.

## Wydajność
Zabiegi chirurgiczne oraz hospitalizacja w publicznych szpitalach, jak i w konwencjonalnych placówkach prywatnych, są całkowicie bezpłatne dla wszystkich, niezależnie od ich dochodów. Taki model zapewnia równy dostęp do usług medycznych, co jest kluczowe dla efektywności włoskiego systemu ochrony zdrowia.
Włoski Narodowy Program Wyników (wł. Programma Nazionale Esiti) umożliwia pomiar różnic w jakości oraz wynikach opieki zdrowotnej w poszczególnych regionach. Program ten jest publikowany corocznie przez Krajową Agencję ds. Usług Zdrowotnych (wł. Agenzia Nazionale per i Servizi Sanitari Regionali, Agenas). Na przykład w 2016 roku odsetek pacjentów, którzy otrzymali koronarografię w ciągu 48 godzin od zawału serca, wahał się od około 15% w niektórych regionach, takich jak Marche, Molise i Basilicata, do niemal 50% w północnych regionach, takich jak Dolina Aosty i Liguria.
Na poziomie lokalnych jednostek ochrony zdrowia wskaźniki te wahały się od 5% do ponad 60%. Ta geograficzna zmienność była największa spośród jedenastu badanych krajów przez OECD. Istnieją dowody na wewnątrzkrajowy ruch pacjentów pomiędzy regionami, który prawdopodobnie jest napędzany poszukiwaniem lepszej jakości opieki, zwłaszcza z biedniejszych i mniej rozwiniętych regionów południowych do bardziej zamożnej północy.

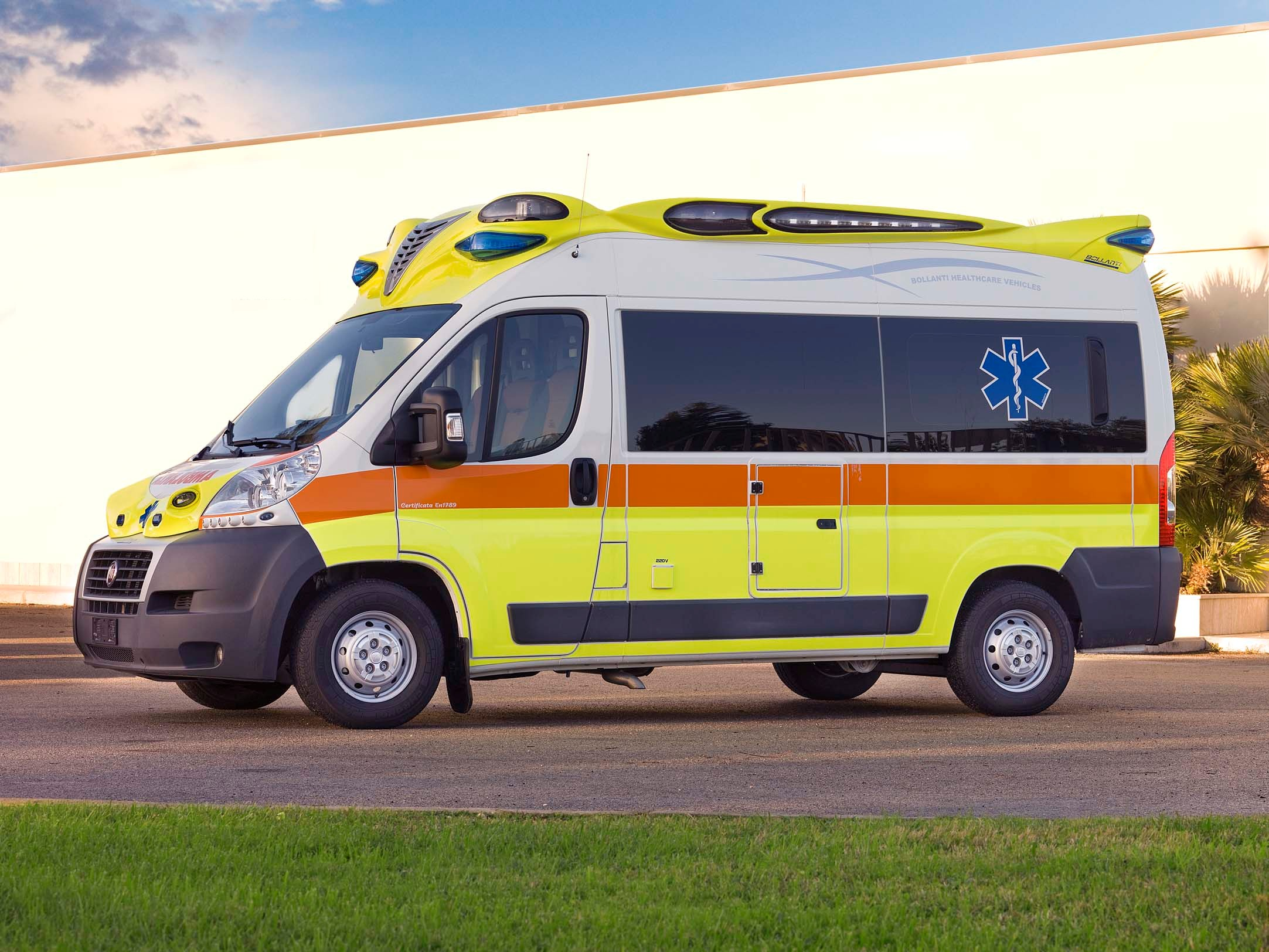
Włoska karetka

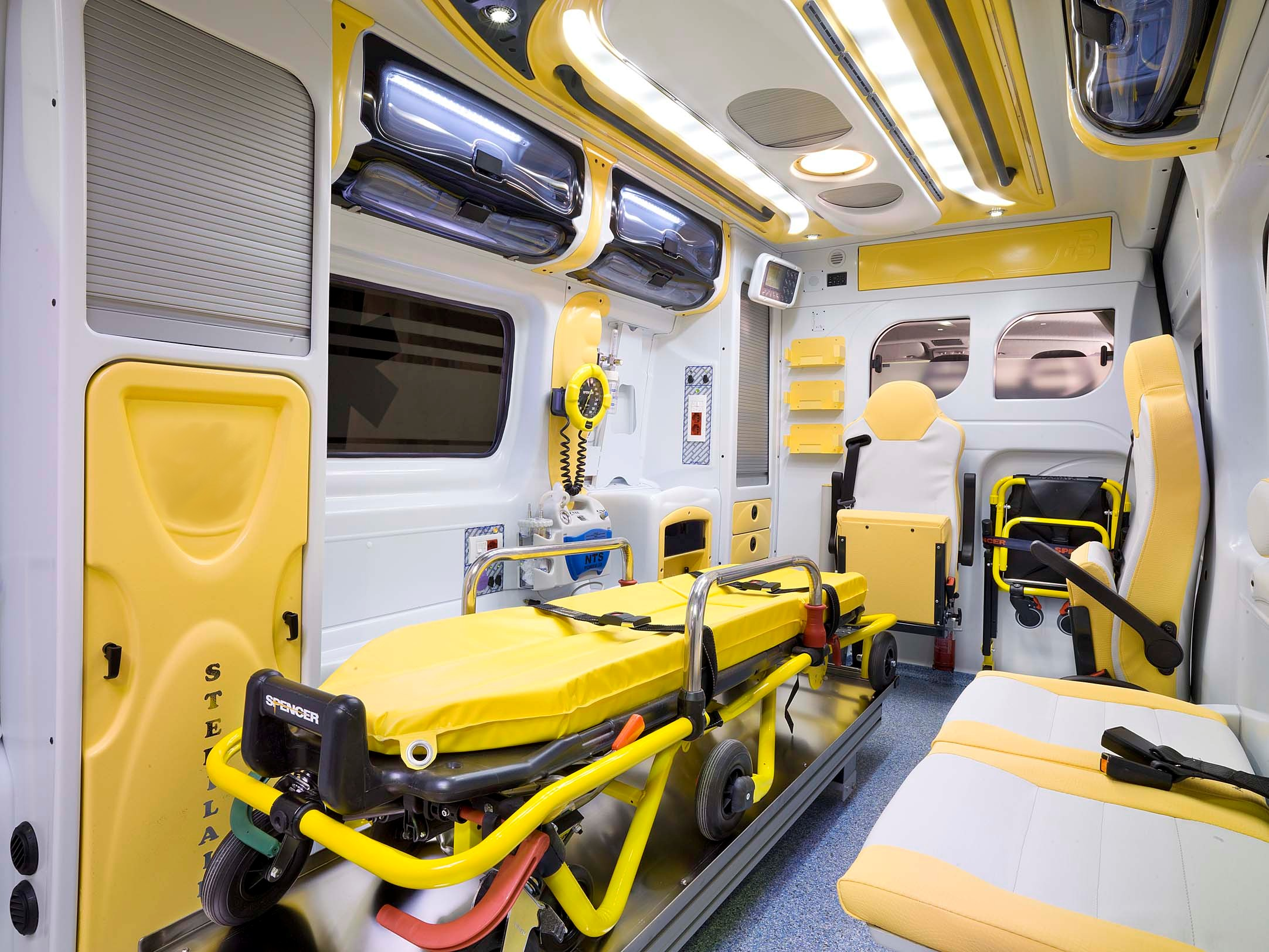
Typowe wnętrze karetki

## Pogotowie ratunkowe
Pogotowie ratunkowe we Włoszech działa przez całą dobę, pod numerem alarmowym 118, oferując pomoc medyczną zarówno obywatelom, jak i cudzoziemcom, w tym osobom przebywającym w kraju nielegalnie. Udzielana pomoc medyczna jest bezpłatna dla pacjentów, którzy otrzymują kody w kolorach czerwonym, żółtym lub zielonym. Natomiast osoby przypisane do białego kodu są zobowiązane do opłaty, z wyjątkiem dzieci poniżej 14 roku życia oraz osób zwolnionych z opłat za wizyty specjalistyczne.
Kolejność przyjęć do izby przyjęć w szpitalach jest ustalana na podstawie pilności stanu pacjenta, a nie według kolejności przybycia. Po przybyciu do szpitala pacjent jest wstępnie badany przez wykwalifikowaną pielęgniarkę, która przypisuje kod koloru, co wpływa na priorytet przyjęcia:
- Kod czerwony– absolutne pierwszeństwo w przypadku nagłych wypadków z zagrożeniem życia. Interwencja medyczna następuje natychmiast.
- Kod żółty – pilne przypadki, w których występuje potencjalne zagrożenie życia. Pacjent potrzebuje szybkiej interwencji.
- Kod zielony – mniej pilne przypadki, gdzie brak jest zagrożenia życia, ale pacjent wymaga pomocy medycznej w niedługim czasie.
- Kod biały – mało pilne przypadki, które nie wymagają natychmiastowej pomocy lekarza, zazwyczaj mogą być leczone przez lekarza rodzinnego.

Pacjenci z „białym kodem” muszą zapłacić za udzielenie pomocy w większości regionów, co zwykle wynosi około 25 euro. W niektórych regionach dodatkowo mogą być naliczane opłaty za usługi laboratoryjne. Dzieci poniżej 14 roku życia oraz osoby zwolnione z opłat za wizyty specjalistyczne są przyjmowane bezpłatnie.
Obywatele włoscy i cudzoziemcy posiadający pozwolenie na pobyt we Włoszech mają prawo do opieki zdrowotnej w ramach państwowego systemu ochrony zdrowia. Osoby z pozwoleniem na pobyt mają obowiązek rejestracji w SSN, natomiast studenci mogą to zrobić dobrowolnie. W sytuacjach nagłych wszyscy cudzoziemcy, nawet ci bez ubezpieczenia, mogą liczyć na pomoc medyczną.
Włoska służba zdrowia funkcjonuje w ramach zintegrowanego systemu zdrowia krajów Unii Europejskiej. Obywatele UE mogą liczyć na zwrot kosztów leczenia poniesionych w publicznych placówkach zdrowotnych. Aby uprościć procedury płatności i refundacji, zaleca się posiadanie Europejskiej Karty Ubezpieczenia Zdrowotnego (TEAM). W przypadku wizyt w prywatnych placówkach opieki zdrowotnej opłata jest wymagana w momencie świadczenia usługi, a zwrot kosztów można uzyskać po powrocie do kraju.

## Wyzwania
Włoski system ochrony zdrowia, mimo swojej renomy i osiągnięć, zmaga się z wieloma wyzwaniami. Nierówności w dostępie do opieki zdrowotnej między północą a południem kraju są szczególnie niepokojące. Pacjenci w regionach południowych często mają ograniczony dostęp do specjalistów i nowoczesnych technologii medycznych. Długie czasy oczekiwania na wizyty i zabiegi w publicznych placówkach również stanowią istotny problem. Dodatkowo, pandemia COVID-19 ujawniła luki w systemie, które mogą wymagać pilnych reform, aby zapewnić lepszą jakość i dostępność usług zdrowotnych.